# Кастанеда Кастро, Сальвадор
Сальвадор Кастанеда Кастро (исп. Salvador Castaneda Castro, 6 августа 1888 — 5 марта 1965) — президент Сальвадора в 1945—1948 годах.

## Политическая биография
Во время президентства Максимилиано Эрнандеса Мартинеса возглавлял военное училище и был министром внутренних дел. В августе 1944 года Эрнандес Мартинес был вынужден уйти в отставку, оставив вместо себя президентом Андреса Игнасио Менендеса, который уже осенью был свергнут Осмином Агирре-и-Салинасом. Однако на президентских выборах в начале 1945 года Агирре-и-Салинас поддержал кандидатуру Сальвадора Кастанеда Кастро, которого выдвинула Аграрная партия и поддержали сторонники Эрнандеса Мартинеса. Пятеро остальных кандидатов бойкотировали выборы из-за массовых нарушений, и Сальвадор Кастанеда Кастро получил 99,7 % голосов.
В 1945 году встретился с президентом Гватемалы Хуаном Хосе Аревало, после чего началисб переговоры по объединению двух государств в единый союз. В 1946 году два президента подписали Пакт Санта-Анны, а год спустя — Пакт о конфедеративном союзе центральноамериканских государств, однако все эти проекты так и остались на бумаге.
В январе 1946 года правительство Кастанеды Кастро ослабило ограничения на деятельность профсоюзов, но по-прежнему жёстко отвечало на забастовки. В сентябре 1946 года в ответ на продолжающиеся забастовки правительство распустило рабочие организации и арестовало их лидеров.
В 1948 году Законодательная Ассамблея приняла закон, ограничивающий президентский срок пятью годами, и потребовала, чтобы Кастанеда Кастро в следующем году оставил свой пост. В ответ он заявил, что закон обратной силы не имеет, и что он пробудет у власти весь срок, на который был избран. 14 декабря 1948 года был свергнут в результате военного переворота.
После переворота провёл два года в заключении в тюрьме Сан-Сальвадора. После освобождения оставался в стране до самой смерти.